# Nur ein Diener
Nur ein Diener ist eine deutsche Stummfilmkomödie aus dem Jahre 1919 mit Bruno Kastner und Ria Jende.

## Handlung
Bruno, ein reicher Lebemann, setzt aus einer scherzhaften Laune heraus eine Heiratsannonce in die Zeitung. Unter den Antworten befindet sich auch ein Brief der jungen Witwe Hertha. Da Bruno sich aber zum verabredeten Rendezvous nicht selbst hinbegeben will, schickt er kurzerhand seinen Freund vor. Hertha hat dieselbe Idee und schickt, anstatt selbst zu kommen, ihre beste Freundin zum Treffen. Um Hertha persönlich aber doch inkognito kennenzulernen, bietet sich Bruno in ihrem Haushalt als Diener „Franz“ an. Natürlich dauert es nicht lange, dass sich Hertha und ihr Diener ineinander verlieben.

## Produktionsnotizen
Nur ein Diener passierte die Filmzensur im Juli 1919 und wurde im November 1919 in der Neuen Philharmonie uraufgeführt. Der fünfaktige Film war je nach Fassung 2060 (Original 1919) bzw. 1690 (Neuzensur März 1921) Meter lang.
Die Filmbauten schuf Siegfried Wroblewsky. Dieser Film war der erste nachweisbare Filmbeitrag der Schauspielerin Ida Wüst, die hier allerdings als Drehbuchautorin debütierte, seit Beginn der 1920er Jahre jedoch nur noch vor die Kamera trat.

## Kritiken
Wiens Neue Freie Presse schrieb: „Bruno Kastner, der Liebling des weiblichen Kinopublikums, zeigt sich diesmal in einer äußerst amüsanten, schalkhaften Rolle. (…) Die Darsteller spielen brillant, so daß dieser Film eines der sehenswertesten Filmlustspiele der Saison genannt werden darf.“
In Paimann’s Filmlisten ist zu lesen: „Humoristik, Photos, Szenerie und besonders das Spiel ausgezeichnet. (Ein Schlager).“